# 森田勉
森田 勉（もりた つとむ、1930年6月13日 - 2015年6月21日）は、日本の政治学者。三重大学名誉教授。
三重県出身。1953年 京都大学法学部卒業、名古屋大学大学院法学研究科修士課程修了。三重大学教育学部助手、講師、助教授、人文学部社会科学科教授、1994年 定年退官、名誉教授、椙山女学園大学生活科学部生活社会科学科教授、鈴鹿国際大学国際学部国際関係学科教授。1978年「ドイツ初期社会主義の一系譜」で名古屋大学法学博士。
2011年、瑞宝中綬章。

## 著書
- 『初期社会主義思想の形成』新評論 1973年
- 『革命思想の源流 ビュヒナーの思想と運動』新評論 1976年
- 『ローレンツ・シュタイン研究 憲法―憲政論・国家―社会学説・法哲学』ミネルヴァ書房 Minerva人文・社会科学叢書 2001年

### 翻訳
- アントン・メンガー『労働全収権史論』未来社 1971年
- J.ディーツゲン『一手工労働者が明らかにした人間の頭脳活動の本質 純粋理性および実践理性の再批判』未来社 社会科学ゼミナール 1978年
- F.ラサール『憲法の本質・労働者綱領』法律文化社 1981年
- ローレンツ・シュタイン『社会の概念と運動法則』ミネルヴァ書房 1991年

## 論文
- Cinii